# Juéllega Extremeña
Juéllega Extremeña (Valencia de Alcántara, 26 de abril de 1980) es la primera y única agrupación folklórica de coros y danzas de la localidad rayana de Valencia de Alcántara en la provincia de Cáceres (España).

## Historia
Inició sus primeros pasos en el año 1979 cuando un grupo de entusiastas de las tradiciones, liderado por Amparo Carpintero Pedraz, recuperó villancicos tradicionales de la comarca que se cantaban por las calles de Valencia de Alcántara, y las interpretaron en el Teatro-Cine Luis Rivera, dando lugar al primer festival de villancicos de la localidad.
El 26 de abril de 1980 se creó oficialmente la Agrupación de Música y Danza Juéllega Extremeña con el objetivo principal de recopilar todo el acervo folclórico y etnográfico de la zona rayana de Valencia de Alcántara. En la festividad de San Isidro, el 15 de mayo de 1980, estrenaron la misa del Pueblo Extremeño de Emilio Blas de la Rosa. Con motivo de las Ferias y Fiestas de San Bartolomé, realizaron su primer festival de folklore en 1980. En septiembre de 1980 bailaron por primera vez ante la Virgen de los Remedios, patrona de Valencia de Alcántara, a la que nombraron madrina del grupo. En las navidades de 1980 recuperaron el olvidado “aguinaldo”, cantando por las calles de la localidad con el fin de recoger fondos para un fin social. En 1981 presentan una carroza en la Cabalgata de Reyes. Desde entonces participarán en todas las fiestas locales y en intercambios con grupos folklóricos de Portugal y España.
En 1984 entraron a formar parte de la Federación Extremeña de Coros y Danzas. En 1987 grabaron undisco de villancicos junto a otros grupos. Desde 1993 forman parte de la Federación Nacional de Agrupaciones de Folklore.
En 1999 publicaron Nuestras raíces y costumbres, Asociación de Música y Danza “Juéllega Extremeña” que recopila su trayectoria, canciones e indumentaria.
En el año 2005, para conmemorar sus bodas de plata, Juéllaga Extremeña organizó un programa de actos con la proyección de un video que recoge la historia de la formación.
Durante su trayectoria, han llevado sus canciones, trajes y bailes por distintos lugares de la península y el extranjero. Y han realizado divulgación folklórica y etnográfica en diversas jornadas y congresos en España y Portugal.

### Composición
Preside la asociación Juan Antonio Navas Reyes. Dirige la agrupación musical Carmen María Reyes Seda y se integran en ella más de un centenar de miembros,
Cuentan con tres grupos de danzas: infantil, de adultos y de mayores, con algunos miembros de más de 70 años. La escuela de bailes, con más de 80 niñas y niños, son la cantera del grupo. Tienen cinco trajes, tanto para hombre como para mujer: de Labrador/a, de Ceremonia, de Gala, de Faena y Rayano.

### Repertorio
Tienen un amplio repertorio de las dos provincias extremeñas Cáceres y Badajoz, como La Jota de Villafranca, Jota del Uno, La Uva, Jota de la Cazuela y Redoble. Su repertorio cuenta con tres misas extremeñas, entre ellas, la Misa del Pueblo Extremeño de Emilio Blas de la Rosa.
Además de recoger, mantener y fomentar la riqueza folklórica y cultural de Extremadura, tienen como objetivo mantener los orígenes e influencias típicas de su zona rayana, una comarca fronteriza con Portugal, recuperando canciones y bailes característicos de su campiña. Estos bailes rayanos los interpretan las mismas personas que en los años 50 y 60 desde los distintos caseríos de la Campiña de Valencia de Alcántara iban a los bailes, fiestas y romerías de la comarca rayana. Independientemente de que hubiese fronteras en los años 50, estas personas formaban una comarca natural que se extendía tanto a un lado como a otro de ambos países. Su edad avanzada no les impide demostrar en el escenario la autenticidad de las danzas rayanas.
Es un folklore diferente al de la frontera del sur de Extremadura, debido a la influencia portuguesa. Conservan viras, saias, etc. en portugués y sin variar prácticamente nada con las del Alentejo, provincia limítrofe hermana. Destacan temas característicos de su población rayana, como son: La sartén sin rabo, A Fontañeira, As Saias o Cántigas, Vira de Roda, O'Pilao, Vira de romería, Vira tres polinhos, Vira de seis, y A coxiada, temas de marcada influencia portuguesa interpretados por las personas veteranas del grupo, mayores de 55 años.

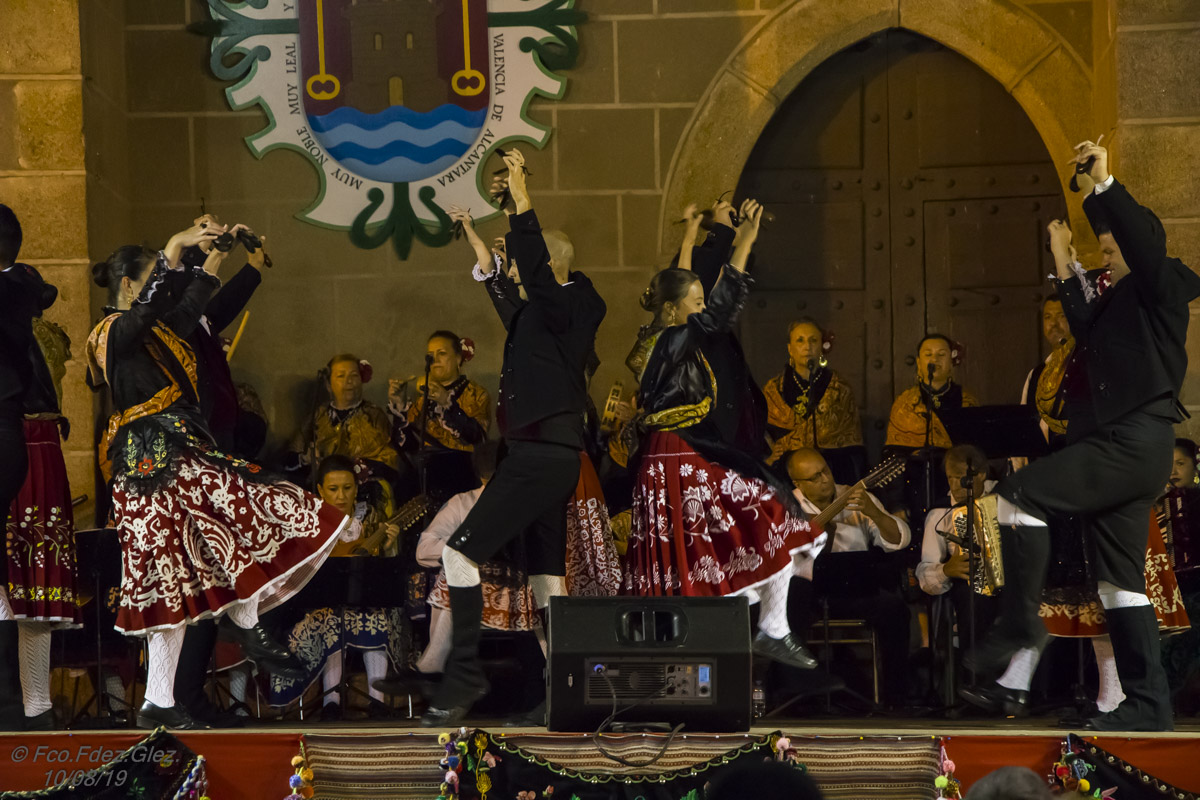
"Festival folklórico de los Pueblos del Mundo" en 2019

## Divulgación folklórica
Su trabajo quiere enaltecer y realzar la cultura popular. Han llevado el folklore rayano y extremeño por distintas comarcas, en todas las comunidades autónomas de España y a festivales nacionales, internacionales y transfronterizos de folklore.
Hasta 2003 Valencia de Alcántara fue la sede del Festival Internacional de los Pueblos del Mundo. Anualmente, en agosto el festival lleva a Valencia de Alcántara grupos folklóricos del mundo. Anualmente organiza el Festival de Folklore Villa de Valencia de Alcántara, en colaboración con el Ayuntamiento de Valencia de Alcántara y la Federación extremeña de Folklore, incluido dentro de la programación del Festival Folklórico de los Pueblos del Mundo. En 2018 acogieron en Valencia de Alcántara la celebración del festival infantil de la Federación Extremeña de Folklore.
Actúa en las celebraciones religiosas más importantes de Valencia de Alcántara, como en misa campera en honor a San Isidro Labrador (15 de mayo), la misa en honor a San Bartolomé (24 de agosto), o las romerías de la Virgen de los Remedios (8 de septiembre) y de San Pedro de Alcántara (19 de octubre). Y organiza anualmente el certamen de villancicos en Valencia de Alcántara.

### Televisión
Actuaciones en Televisión Española: en 300 millones (1981) desde la Ermita de Los Remedios, cantando "El Fandango extremeño" y desde la calle Bolvedana, bailaron "La Jerteña"; en El Tren (1983) grabado en la estación de Santarem (Portugal); y en el programa Gente Joven (1984), obteniendo 69 puntos
En 1984 participó en el rodaje de la película Los Santos Inocentes dirigida por Mario Camús, sobre la obra homónima de Miguel Delibes. Aparece en la película amenizando una boda extremeña con música y canciones de la tierra. En 1991 la Misa Extremeña desde la iglesia de Rocamador fue retransmitida a todo el territorio nacional.
En 2019 participaron en Canal Extremadura, en el Programa Lo que te rondaré con intervención de la cantante Soraya Arnelas que formó parte del grupo.
Participaron en la grabación del videoclip Brindo de Soraya Arnelas, por las calles del barrio gótico de Valencia de Alcántara.

## Premios y reconocimientos
- 1987 Valentinos del año concedido por el Grupo Literario Valbón.[2]
- 2002 Pregoneros de las fiestas patronales de San Bartolomé.